# АЭС Ролфтон
АЭС Ролфтон (англ. Rolphton Nuclear Generating Station) — закрытая атомная электростанция на юго-востоке Канады.
АЭС расположена на берегу реки Оттава в графстве Ренфрю провинции Онтарио.
АЭС Ролфтон – это первая АЭС Канады, включающая демонстрационный ядерный реактор. Единственный установленный на станции реактор типа PHWR имел мощность 25 МВт. Строительство первого реактора Канады началось в 1958 году, а запущен он был в 1962 и проработал в течение 25 лет до 1987.
По сути своей реактор на станции Ролфтон стал прототипом целой серии канадских реакторов – CANDU. На станции проводились исследовании по использованию различных типов топлива, комплектующих и инструментов, а полученные наработки использовались для развития этого типа реакторов на протяжении долгого времени.
На основе наработок на АЭС Ролфтон была построена в 1967 году и первая коммерческая АЭС Канады – Дуглас-Пойнт.
К 2006 году со станции было вывезено все топливо и неядерное оборудование. Что касается реактора – то он по-прежнему находится на территории станции. Его демонтаж планируется в ближайшие десятилетия.

## Информация об энергоблоках
| Энергоблок | Тип реакторов | Мощность | Мощность | Начало строительства | Физпуск    | Подключение к сети | Ввод в эксплуатацию | Закрытие   |
| Энергоблок | Тип реакторов | Чистый   | Брутто   | Начало строительства | Физпуск    | Подключение к сети | Ввод в эксплуатацию | Закрытие   |
| ---------- | ------------- | -------- | -------- | -------------------- | ---------- | ------------------ | ------------------- | ---------- |
| Ролфтон    | PHWR, CANDU   | 22 МВт   | 25 МВт   | 01.01.1958           | 11.04.1962 | 04.06.1962         | 01.10.1962          | 01.08.1987 |